# Trehalulose

SNFG-Darstellung von Trehalulose

Trehalulose ist ein Disaccharid, das aus einer Bindung eines Glucose-Moleküls und eines Fructose-Moleküls besteht. Ebenso wie Isomaltulose ist es ein Struktur-Isomer der Sucrose, die in kleinen Mengen in Honig enthalten ist. Hingegen macht sie bis zu 50 % der Zucker im Honigtau der Tabakmottenschildlaus aus. Zudem wird Trehalulose von einigen Bakterien aus Sucrose synthetisiert, etwa von Protaminombacter rubrum.

## Physiologie
Weil die Fructose- und Glucose-Moleküle über eine 1,1-glykosidische Bindung verbunden sind, die stabiler ist als die 1,2-glykosidische Bindung der Sucrose, wird sie im Verdauungstrakt langsamer aufgespalten als Sucrose, weshalb sie einen niedrigeren glykämischen Index hat. Diese stabilere Bindung kann darüber hinaus nicht von Streptococcus mutans verstoffwechselt werden und fördert daher nicht die Entstehung von Karies.

## Eigenschaften
Im Gegensatz zur Isomaltulose neigt Trehalulose nicht zur Kristallisation und wird bei Trocknung amorph. Die relative Süße von Trehalulose relativ zu Sucrose wird mit Werten zwischen 0,4 and 0,7 geschätzt.
Ihr spezifischer Drehwinkel beträgt {\displaystyle [\alpha ]_{D}^{20}=+50}°.

## Honig von stachellosen Bienen
Aufgrund von Arbeiten der University of Queensland ist seit 2020 bekannt, dass einige Arten der stachellosen Bienen in Australien, Malaysia und Brasilien Honig produzieren, der zwischen 13 % and 44 % Trehalulose enthält. Dies stützt die bei australischen indigenen Völkern verbreitete Ansicht, dass naturbelassener Honig gesundheitsförderlich ist. 2021 entdeckten die gleichen Forscher, dass diese Bienen die gesamte im Nektar enthaltene Sucrose in Trehalulose umwandeln.

## Weblink
- Researchers Solve Mystery of How Stingless Bees Produce Trehalulose-Rich Honey 26. August 2021, auf sci-news.com.